# Alain-René Lesage
Alain-René Lesage (Sarzeau, Bretanha, 8 de maio de 1668 — Boulogne-sur-Mer, 17 de novembro de 1747) foi um francês romancista e dramaturgo. Lesage é mais conhecido por seu romance cômico Le Diable boiteux (1707), sua comédia Turcaret (1709) e seu romance picaresco Gil Blas (1715-1735).

## Vida

### Juventude e educação
Claude Lesage, o pai do romancista, ocupou os cargos de advogado, notário e escrivão da corte real em Rhuys. O nome de sua mãe era Jeanne Brenugat. O pai e a mãe de Lesage morreram quando Lesage era muito jovem, e ele foi deixado aos cuidados de seu tio, que desperdiçou sua educação e fortuna. Père Bochard, da Ordem dos Jesuítas, Diretor do Colégio de Vannes, interessou-se pelo menino por causa de seus talentos naturais. Bochard cultivou o gosto de Lesage pela literatura. Aos 25 anos, Lesage foi para Paris em 1693 "para prosseguir seus estudos filosóficos".
Em agosto de 1694, ele se casou com a filha de um marceneiro, Marie Elizabeth Huyard. Ela era bonita, mas não tinha fortuna, e Lesage tinha pouca prática. Por volta dessa época, ele encontrou um antigo colega de escola, o dramaturgo Antoine Danchet, que teria o aconselhado a estudar literatura. Ele começou como tradutor e publicou em 1695 uma versão francesa das Epístolas de Aristaeneto, que não teve sucesso. Pouco depois, ele encontrou um valioso patrono e conselheiro no Abbé de Lyonne, que lhe concedeu uma anuidade de 600 libras e recomendou-lhe que trocasse os clássicos pela literatura espanhola, da qual ele próprio foi aluno e colecionador. A literatura espanhola já foi muito popular na França quando as rainhas da casa da Áustria se sentaram no trono, mas foi negligenciada na época de Lesage.

### Primeiros esforços literários

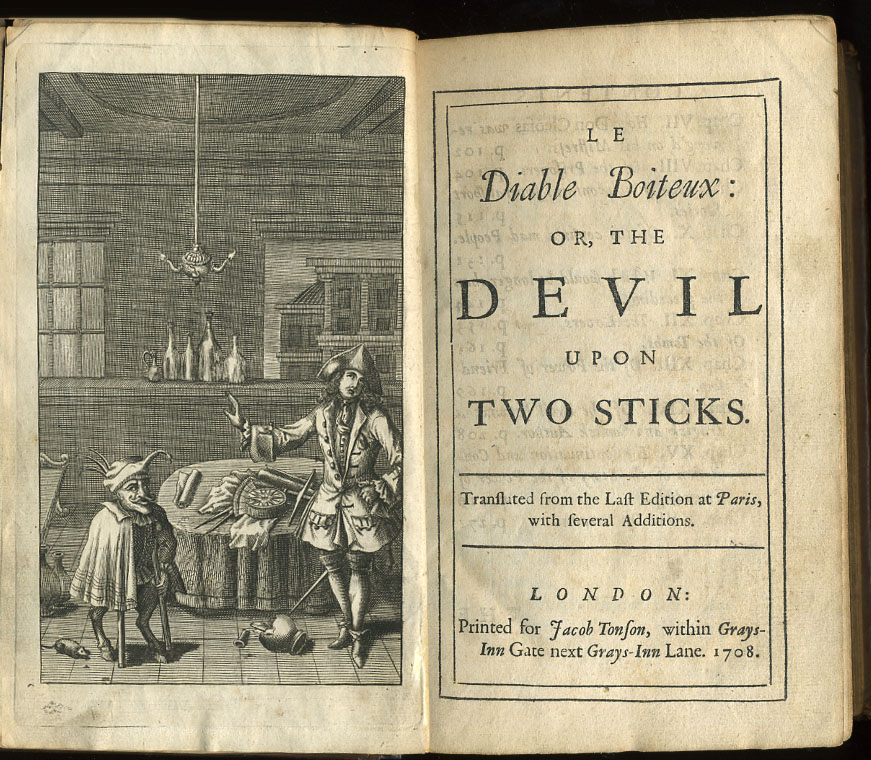
Frontispício e página de título de uma edição em inglês de 1708 de The Devil upon Two Sticks, também conhecido como Le Diable boiteux.

Lesage começou traduzindo peças principalmente de Francisco de Rojas Zorrilla e Lope de Vega. Le Traître puni e Le Point d'honneur do primeiro e Don Félix de Mendoce do segundo foram representados ou publicados nos primeiros dois ou três anos do século XVIII. Em 1704 traduziu a continuação de Dom Quixote de Alonso Fernández de Avellaneda, e logo depois adaptou uma peça de Pedro Calderón de la Barca, Dom César Ursin, que teve sucesso na corte e foi condenado na cidade. Lesage tinha, no entanto, quase quarenta anos antes de obter um sucesso decisivo. Em 1707, sua farsa,Crispin rival de son maître foi bem recebido, e Le Diable boiteux (com frontispício de Louise-Magdeleine Horthemels) foi publicado e teve várias edições. Lesage alterou e melhorou essa peça em 1725, dando-lhe sua forma atual. Apesar do sucesso de Crispin, os atores não gostaram de Lesage, e recusaram uma pequena peça sua chamada Les Étrennes (1707). Ele então o alterou para Turcaret (1709), considerado sua obra-prima teatral.

### Escritos em prosa
Alguns anos se passaram antes que ele tentasse escrever romances novamente, e então as duas primeiras partes de Gil Blas de Santillane foram publicadas em 1715, sem a popularidade de Le Diable boiteux. Lesage trabalhou nisso por muito tempo, e não lançou a terceira parte até 1724, nem a quarta até 1735. Durante esses vinte anos, ele esteve, no entanto, continuamente ocupado. Apesar do grande mérito e sucesso de Turcaret e Crispin, o Théâtre Français não o acolheu, e em 1715 ele começou a escrever para o Théâtre de la foire, a ópera cômica realizada em estandes na época do festival. De acordo com um cálculo, ele produziu, sozinho ou com outros, cerca de cem peças, variando de cordas de canções sem diálogos regulares, a comediettas que só se distinguem das peças regulares pela introdução da música. Ele também era trabalhador na ficção em prosa. Além de terminar Gil Blas traduziu Orlando innamorato (1721), reorganizou Guzman d'Alfarache (1732), publicou dois romances mais ou menos originais, Le Bachelier de Salamanque e Estevanille Gonzalez, e em 1732 produziu Les avantures de monsieur Robert Chevalier, dit de Beauchêne, capitaine de flibustiers dans la Nouvelle-France, que se assemelha a certas obras de Daniel Defoe. Além de tudo isso, Lesage também foi o autor de La Valise trouvée, uma coleção de cartas imaginárias, e de algumas peças menores, incluindo Une journée des Parques. Ele não se aposentou até 1740, quando tinha mais de setenta anos de idade; ele e sua esposa foram morar com seu segundo filho, que era cônego em Boulogne-sur-Mer. O filho mais velho de Lesage, Louis-André, tornou-se ator, e Lesage o deserdou. O último trabalho de Lesage, Mélange amusant de saillies d'esprit et de traits historiques les plus frappants, apareceu em 1743.

### Aposentadoria
Com sua esposa, ele teve três filhos e uma filha cuja piedade filial a fez dedicar toda a sua vida a servir seu pai genial. Embora ele vivesse feliz, um evento deixou Lesage amargurado por anos. Seu filho mais velho foi educado para o bar, mas insistiu em subir no palco. Lesage, que muitas vezes pintou a vida do ator no aspecto mais ridículo e odioso, ficou magoado com a escolha da carreira de seu filho, especialmente quando ele entrou para o Théâtre Français, contra o qual Lesage há muito travava uma guerra satírica. Provavelmente por deferência ao pai, o filho adotou o nome de Montménil e, pelo mérito de seus talentos e caráter privado, logo ingressou na alta sociedade de Paris. Lesage reconciliou-se com seu filho muitos anos depois e tornou-se tão devotado a Montménil que mal conseguia sair de seu lado.
Montménil pegou um resfriado durante uma expedição de caça e morreu em 8 de setembro de 1743. Esse foi um golpe tão severo para Lesage que ele se aposentou para sempre de Paris e do mundo. O filho mais novo de Lesage também se tornou ator sob o nome de Pittenec, então Lesage e sua esposa viram sua velhice na casa de seu segundo filho, que se tornou o Abbé Lesage (Abbott Lesage). Esse filho fora nomeado cônego da catedral de Boulogne, por meio do patrocínio da rainha, e recebera uma justa pensão.
Lesage viveu além dos 80 anos de idade, mas sofria de surdez e teve que usar uma trombeta de ouvido. No entanto, sua conversa era tão agradável que quando ele se aventurava pelo mundo e frequentava seu café favorito na Rue St. Jacques em Paris, os convidados se reuniam ao seu redor, subindo em mesas e cadeiras, para ouvir suas famosas palavras de sagacidade e sabedoria.
Alain-René Lesage morreu em 17 de novembro de 1747.

## Personalidade
Muito pouco se sabe sobre a vida e a personalidade de Lesage. As poucas anedotas que temos dele o representam como um homem muito independente, recusando-se a aceitar o patrocínio literário necessário para sobreviver. Uma história conta a época em que ele foi solicitado a ler seu manuscrito (de acordo com a moda da época) no Hôtel de Bouillon pela Duquesa. A hora marcada para a leitura era meio-dia, mas o dramaturgo ainda se mostrava muito interessado em questões jurídicas e foi detido até a 1 hora para o julgamento de uma ação judicial. Quando ele finalmente apareceu no Hotel e tentou se desculpar, a Duquesa de Bouillonera tão frio e arrogante, observando que fizera seus convidados perderem uma hora esperando sua chegada. "É fácil recuperar a perda, madame", respondeu Lesage; "Não vou ler minha comédia, e assim você ganhará duas horas". Com isso, ele deixou o Hotel e nunca mais pôde ser persuadido a voltar para a casa da Duquesa.

### Citações
- "Orgulho e vaidade foram os pecados originais do homem."
- "Fatos são coisas teimosas."

## Trabalho
Traduções e adaptações
- Le Traître puni, 1700
- Don Félix de Mendoce, 1700
- Point d'honneur, 1702 (versão francesa)
- Second Book of the Ingenious Knight Don Quixote of La Mancha, 1704
- Orlando innamorato, 1721
- Guzman d'Alfarache, 1732 (versão francesa)

Roteiros
- Don César Ursin, 1707 (versão francesa)
- Les Étrennes, 1707
- Crispin rival de son maître, 1707 (versão francesa)
- Turcaret, 1709
- Arlequin roi de Serendib, 1713
- La Foire de Guibray, 1714
- Arlequin Mahomet, 1714
- La Statue merveilleuse (fair play, with d'Orneval), 1720 (versão francesa)
- La Boîte de Pandore 1721, comedy in 1 act.[3]

Romances
- Le Diable boiteux, 1707. (versão francesa) (tr. The Devil upon Two Sticks, The Devil on Two Sticks; versão inglesa)
- Gil Blas (versão inglesa, versão francesa)
  - Histoire de Gil Blas de Santillane, (Livres I–VI), 1715. (versão francesa)
  - Histoire de Gil Blas de Santillane, (Livres VII–IX), 1724. (versão francesa)
  - Histoire de Gil Blas de Santillane, (Livres X–XII), 1735. (versão francesa)
  - Histoire de Gil Blas de Santillane, 1747.
- Les avantures de monsieur Robert Chevalier, dit de Beauchêne, capitaine de flibustiers dans la Nouvelle-France, 1732[2] (versão francesa)
- Le Bachelier de Salamanque, 1736. (versão francesa)
- Estevanille Gonzalez, 1732
- La Valise trouvée, 1740 (versão francesa)
- Mélange amusant de saillies d'esprit et de traits historiques les plus frappants, 1743